# Catherine Pujol (femme politique)
Pour les articles homonymes, voir Catherine Pujol et Pujol.
Catherine Pujol, née le 6 avril 1960 à Perpignan (Pyrénées-Orientales), est une femme politique française. Membre du Rassemblement national, elle est conseillère municipale de Perpignan depuis 2014 et députée de la deuxième circonscription des Pyrénées-Orientales de 2020 à 2022.

## Situation personnelle
Née à Perpignan, Catherine Pujol est cadre dans le secteur de la santé de profession.

## Parcours politique

### Débuts
En 2014, Catherine Pujol figure en sixième position de la liste municipale de Louis Aliot (Front national) à Perpignan, ce qui lui permet d’intégrer le conseil municipal et le conseil communautaire.
Lors des élections départementales de 2015, elle est candidate, en binôme avec Xavier Baudry, dans le canton de la Côte sableuse, mais le tandem s’incline face aux candidats LR. Lors des élections régionales de la même année, elle figure en position non-éligible sur la liste présentée par Louis Aliot en Languedoc-Roussillon-Midi-Pyrénées.

### Députée des Pyrénées-Orientales
Proche de Louis Aliot, elle est sa suppléante lors des élections législatives de 2017 dans la 2e circonscription des Pyrénées-Orientales, que celui-ci remporte.
Le 3 août 2020, à la suite de l'élection d’Aliot comme maire de Perpignan, elle devient députée. Elle est membre de la commission de la Défense nationale et des Forces armées à l’Assemblée nationale. En décembre 2020, elle défend un amendement, déposé par Marine Le Pen, réclamant que les peines de réclusion à perpétuité soient exécutées dans leur intégralité.
Lors des élections municipales de 2020 à Perpignan, Catherine Pujol figure en quatrième position sur la liste de Louis Aliot, qui remporte le scrutin. Elle est réélue conseillère municipale et communautaire.
En 2022, elle n'est pas reconduite par le RN pour un second mandat de députée, l'adjointe de Louis Aliot Anaïs Sabatini lui étant préférée. Elle soutient le candidat des Républicains David Bret. Elle conserve son mandat de conseillère municipale et conseillère communautaire à la métropole de l'agglomération de Perpignan et bascule dans l’opposition dans le groupe des non-inscrits, sans rattachement à une famille politique[réf. souhaitée].